# Зайнсхаймы
Зайнсхаймы (нем. von Seinsheim, нем. Saunsheim) — франконская дворянская семья, одной из ветвью которой были Шварценберги. Резиденция — одноимённый город.

## История
В 1147 году в Зайнсхайме впервые упоминается Эйсперт де Сувенсхайм из семьи князей-епископов Вюрцбургских. Семья Зайнсхайм считала своим предком алеманнского князя Эркингера, казненного в 917 году, а своим тезкой — его сына Конрада.
Ещё в XIII и XIV вв. семья разделилась на три ветви с резиденциями в Гогенкоттенхайме (вымершем вместе с Георгом Людвигом фон Зайнсхаймом в 1591 г.), Вассерндорфе или Эрлахе (вымершла в 1555 г.) и Штефансберге. Ещё в 1243 г. замок Штефансберг принадлежал Зайнсхаймам, Хильдебранд Зайнсхайм (ум. 1386 г.) считается прародителем дома Шварценбергов, поскольку после него и его брата семейная линия разделилась на старшую линию Стефансбергов и младшую Зайнсхайм.

### Князья Шварценберг
Внук Хильдебранда по старшей линии Эркингер I фон Зайнсхайм в приобрёл франконскую сеньорию Шварценберг вместе с одноимённым замком 1405 году и замок Гогенландсберг в 1435 г. После того, как линия Зайнсхайм-Вессерндорф вымерла, граф Фридрих фон Шварценберг перестроил замок в Вассерндорфе в 1555 г.
В 1599 г. Шварценберги были возведены в имперские графы вместе с Адольфом фон Шварценбергом, а в 1670 г. с Иоганном Адольфом фон Шварценбергом — в имперских князей. Город Зайнсхайм служил резиденцией суда цента Хоэнландсберг сеньории Шварценберг, с 1500 г. входившей во Франконском округе и перешедшей к Королевству Бавария в 1806 . в ходе медиатизации. В XVIII в. Шварценберги с их различными линиями были крупнейшими землевладельцами во Франконии, а также в Богемии.

### Графы Зайнсхайм
Младшая линия, или Зайнсхайм, с пер. пол. XIV в. служила баварским герцогам. В споре в 1655—1662 гг. со своими шварценбергскими родственниками они заявили о полном отказе от франконского наследия.
С тех пор резиденцией католической ветви стал замок Зюнхинг недалеко от Регенсбурга, который был приобретен Георгом Людвигом в 1572 г. Лнии Сюнчинга и Венга существовали с 1678 года, последняя вымерла в 1834 году. Возвышение до статуса имперского графа — в 1705 году Максимилиана Франца фон Зейнсхайма цу Зюнхинга († 1737), в 1711 году Максимилиана Эберхарда фон Зейнсхайма цу Венга († 1737). † 1737) — остался, ибо положение дома не имело большого значения. В 1758 году Йозеф Франц Граф фон Зайнсхайм цу Зюнхинг приказал тогдашнему мюнхенскому придворному архитектору Франсуа де Кювилье Старшему построить в Зюнхинге нынешний обнесенный рвом замок. В Баварии Зайнсхаймы входили в влиятельнейших аристократических семей XVIII в. В 1764 году графы Зайнсхайм также приобрели замок Шёнах.
В XIX в. семья получила место в баварском Рейхсрате. Семья графов Зайнсхайм цу Зюнхинг вымерла по мужской линии в 1917 году вместе с графом Максимилианом Карлом Флорианом фон Зайнсхайм. После смерти последней графини Зайнсхайм в 1958 г/ замок перешел во владение её внука, барона фон Хеннинга О’Кэрролла.
Дворец Зайнсхайм в Мюнхене был построен в 1764 г. в районе Кройцфиртель и служил резиденцией баварского министра и президента Академии наук графа Йозефа Франца Марии фон Зайнсхайма.

## Герб
Фамильный герб разделен на от пяти до семи серебряных и синих полос. На шлеме с сине-серебряными чехлами изображен бородатый мужчина в красном кафтане с серебряным воротником и красной остроконечной шляпе с короной и серебряными обшлагами, которая украшена тремя павлиньими перьями, между двумя рогами буйвола, каждый из которых украшен тремя, снаружи семью натуральными павлиньими перьями, разделенными на семь частей синим и серебряным цветами.